# 1991 w informatyce
Kalendarium informatyczne 1991 roku
- styczeń – William i Lynne Jolitz udostępnili 386BSD, port Uniksa na ogólnodostępną architekturę IBM PC[1].
- marzec – AMD zaprezentowało rodzinę mikroprocesorów AMD Am386[2].
- marzec – Commodore wydał Commodore Dynamic Total Vision (CDTV)[2].
- 5 kwietnia – w Polsce powołano Naukową i Akademicką Sieć Komputerową[3][4].
- 13 maja – Apple wprowadziło system operacyjny System 7[2].
- maj – Microsoft wydał Visual Basic[2].
- czerwiec – wydano system operacyjny MS-DOS 5.0.[2].
- czerwiec – wydano program graficzny Adobe Photoshop 2.0[2].
- 6 sierpnia – Tim Berners-Lee uruchomił pierwszą stronę internetową[2].
- 17 sierpnia – Wydział Fizyki Uniwersytetu Warszawskiego i Uniwersytet Kopenhaski nawiązały połączenie za pomocą protokołu TCP/IP. Wydarzenie to jest powszechnie uważane za początek Internetu w Polsce[3][5][6].
- 25 sierpnia – Linus Torvalds ogłosił prace nad Linuksem[7].
- październik – opublikowano pierwszy standard Unicode[2].
- 2 grudnia – Apple wprowadził na rynek QuickTime[2].
- Wydano pierwszą wersję programu Windows Media Player[2].